# Crush (musikalbum av Bon Jovi)
Crush är det sjunde studioalbumet av den amerikanska rockgruppen Bon Jovi, utgivet den 13 juni 2000 på Island Records. Albumet såldes i över sex miljoner exemplar och uppnådde därmed dubbel platina.[källa behövs] Skivan innehöll en ny musikstil som gav dem många nya fans. Det är Bon Jovis sjätte bästsäljande skiva och har sålts i 11 000 000 exemplar.[källa behövs]
Crush innehåller hitsingeln "It's My Life" som blev den tredje största singeln 2000 och låg etta i USA fyra veckor i rad.[källa behövs] Andra singeln var "Say It Isn't So", och tredje singeln "Thank You for Loving Me". Crush kom på första plats i Storbritannien, USA, Belgien, Italien, Tyskland, Österrike, Schweiz, Australien, Danmark, Finland och CNN WorldBeat.[källa behövs]

## Låtlista
1. It's My Life (3.44) - (Jon Bon Jovi/Richie Sambora/Max Martin)
2. Say It Isn’t So (3.33)) - (J. Bon Jovi/Billy Falcon)
3. Thank You For Loving Me (5.08) - (J.Bon Jovi/R. Sambora)
4. Two Story Town (5.10) - (Jon Bon Jovi, Richie Sambora, Grakal Dean, Hudson Mark)
5. Next 100 Years (4.42) - (J. Bon Jovi/R. Sambora)
6. Just Older (6.19) - (J. Bon Jovu/B.Falcon)
7. Mystery Train (4.28) - (J. Bon Jovi/B.Faclon)
8. Save the World (5.14) - (J. Bon Jovi)
9. Captain Crash and the Beauty Queen From Mars (5.31) - (J. Bon Jovi/R. Sambora)
10. She’s A Mystery (4.31)- (J.Bon Jovi/R. Sambora)
11. I Got the Girl (5.18) - (Jon Bon Jovi, Stuart Peter, Gerg Wells)
12. One Wild Night (4.36) - (J. Bon Jovi/R. Sambora/ Desmond Child)
13. I Could Make A Living out of Lovin’ You (demo; bonusspår)
14. Neurotica (bonusspår)

## Medverkande
1. - Jon Bon Jovi - sång, produktion, Gitarr, Slagverk
  - Richie Sambora - gitarr, produktion, Talkbox, Sång
  - David Bryan - keyboard, Bakgrundssång
  - Tico Torres - Trummor, slagverk
  - Huey McDonald - bas
  - George Marino  - mastering
  - Obie O'Brien - tekniker
  - Kevin Reagan - design
  - Mike Rew - teknikerassistent
  - David Campbell - stråkarrangemang
  - Bob Clearmountain - mixning
  - Luke Ebbin - produktion, stråkarrangemang
  - Olaf Heine - fotografi